# Христо Киров (политик)
Христо Русев Киров е български политик, кмет на община Котел (2007 – 2015). Сътрудник на Държавна сигурност, познат като „Сашо-89“ на ПГУ от 1989 година.

## Биография
Христо Киров е роден на 28 юни 1967 година в град Котел, България. През 1990 година започва да развива семеен бизнес в областта на дърводобива и дървопреработването.

### Политическа кариера
През 2007 година е избран за кмет на Котел от листата на коалиция „Либерален съюз – Котел“ (ДПС, НДСВ), а през 2011 година е избран от листата на ДПС.

#### Избори
На местните избори през 2007 година е избран за кмет от листата на коалиция „Либерален съюз – Котел“ (ДПС, НДСВ). Печели на първи тур с 55,53 %, втори след него е Паруш Неделчев от инициативен комитет с 13,15 %.
На местните избори през 2011 година е избран за кмет. На първи тур получава 41,32 %, а на втори тур печели с 55,80 %. На балотажа отива с Коста Каранашев от ГЕРБ, който на първи тур получава 28,71 %.